# Полюткин, Антон Сергеевич
Анто́н Серге́евич Полю́ткин (род. 2 февраля 1993, Набережные Челны, Татарстан, Россия) — российский футболист, защитник.

## Карьера

### Клубная
Футболом начал заниматься спортшколе клуба КАМАЗ. Первый тренер — Наиль Спартакович Ягудин. В детстве параллельно занимался дзюдо. В 14 лет попал в ДЮСШ ЦСКА. Выступал за молодёжный состав армейцев в 2010—2013 годах. В сезоне 2013/14 был арендован «Енисеем», за который провёл единственный матч 27 октября против тульского «Арсенала» (2:1). В 2016 году пополнил ряды «Солярис». Летом 2016 года перебрался в Болгарию, подписав контракт с клубом Высшей лиги «Монтаной». В элитном дивизионе дебютировал 9 сентября в матче против «Вереи» (0:3). Зимой 2017 года перешёл клуб Высшей лиги Молдавии «Академия». В элитном дивизионе дебютировал 17 марта в матче против «Саксана» (0:1). Летом 2017 года пополнил ряды «Сибири». В 2019—2022 годах защищал цвета «Тюмени». Летом 2022 года подписал контракт с клубом КАМАЗ.

### В сборной
Выступал за юношеские сборные России до 15, до 16 и до 17 лет.

## Достижения
- Серебряный призёр 4-й группы Второй лиги: 2020/21
- Бронзовый призёр Второй лиги (2): 2015/16 (зона «Запад»), 2021/22 (4-я группа)